# Dangchu
Dangchu (dzong. དྭངས་ཆུ་) – gewog w dystrykcie Wangdü Pʽodrang w Królestwie Bhutanu. Według spisu powszechnego z 2005 roku, gewog ten zamieszkiwało 1299 osób.
Gewog Dangchu podzielony jest na 5 mniejszych jednostek zwanych chiwogami. Noszą one następujące nazwy: Tashidingkha Zimi, Goodrang Taagsar, Tomla Tokaling, Uesagang i Doongdoong Nyelsa Norbooding.

## Demografia
Według Bhutańskiego Urzędu Statystycznego gewog ten zamieszkuje 599 mężczyzn i 700 kobiet (dane za rok 2005) w 266 domostwach. Stanowiło to 4,2% ludności dystryktu.